# معالجة التجفاف
معالجة التجفاف (أو الجفاف) هي ممارسة طبية لتجديد مخزون أو إعادة تعويض سوائل الجسم المفقودة من خلال التعرق أو النزف أو انتقال السوائل في الجسم لأسباب مرضية.
يمكن تعويض السوائل عن طريق الفم أو عن طريق الوريد أو عن طريق الشرج مثل تستيل ميرفي أو حقن تحت الجلد. إن إعطاء السوائل فمويا أو تحت الجلد سيكون امتصاصها أبطأ مقارنة بإعطائها عن طريق الوريد.

## معالجة التجفاف عن طريق الفم
تعد معالجة الجفاف عن طريق الفم علاجا بسيطا للتجفاف المرتبط بالإسهال، خصوصا في حالة الالتهاب المعدي المعوي، كما في حالة الكوليرا والفيروس العجلي. تتكون معالجة الجفاف عن طريق الفم من محلول يحتوي على أملاح وسكريات يتناولها المريض عن طريق الفم. يفضل استخدام معالجة الجفاف البسيط إلى المتوسط عن طريق الفم على الإعطاء الوريدي عند الأطفال في أقسام الطوارئ.
تستخدم هذه الطريقة في كل العالم، وخصوصا في الدول النامية حيث إنه ينقذ الملايين سنويا من الموت بسبب الإسهال الذي يعد السبب الثاني الأكثر شيوعا لموت الأطفال تحت سن الخامسة.

## الطريق الوريدي
يجب اتخاذ احتياطات مماثلة في إعطاء سوائل الإنعاش مثل تلك التي تكون عند وصف الدواء. يجب اعتبار إعاضة السوائل كجزء من الفزيولوجية المعقدة في جسم الإنسان. لذلك، يجب تعديل متطلبات السوائل من وقت لآخر في الأشخاص المصابين بأمراض خطيرة.
في حالات الجفاف الشديد، تفضل إعاضة السوائل عن طريق الوريد، وقد يكون منقذًا للحياة. إنه مفيد بشكل خاص عندما يكون هناك استنفاد للسوائل في كل من الفراغات داخل الخلايا والأوعية الدموية.
تستطب إعاضة السوائل أيضًا في حالات نفاد السوائل بسبب النزيف والحروق الشديدة والتعرق المفرط (مثل الحمى الطويلة) والإسهال لفترات طويلة (الكوليرا).
أثناء العمليات الجراحية، تزداد الحاجة إلى السوائل عن طريق زيادة التبخر، أو تحولات السوائل، أو زيادة إفراز البول، من بين أسباب أخرى محتملة. حتى الجراحة الصغيرة قد تتسبب في خسارة ما يقرب من 4 مل / كغم / ساعة، وتكون في الجراحات الكبرى حوالي 8 مل / كغم / ساعة، بالإضافة إلى متطلبات السوائل الأساسية.
يوضح الجدول (الموجود على اليمين) المتطلبات اليومية لبعض مكونات السوائل الرئيسية. إذا لم يكن بالإمكان إعطاؤها بالطريق المعوي، فقد يلزم إعطاؤها عن طريق الوريد بالكامل. في حالة استمراره لمدة طويلة (أكثر من يومين تقريبًا)، قد يتطلب الأمر نظامًا أكثر اكتمالًا للتغذية الوريدية الكلية.
| الحاجة اليومية |                             |
| الماء          | 30 مل لكل كغم في اليوم      |
| الصوديوم       | ~ 1 مل مول لكل كغم في اليوم |
| البوتاسيوم     | ~ 1 مل مول لكل كغم في اليوم |
| الغلوكوز       | 5 (3 ل 8) غرام في الساعة    |

### الأنواع
يمكن تصنيف سوائل الإعاضة على نطاق واسع إلى: محلول الألبومين، والغرويات شبه الاصطناعية، والمتبلرات.
عادة ما تكون أنواع السوائل الوريدية المستخدمة في استبدال السوائل ضمن فئة موسعات الحجم. غالبًا ما يستخدم محلول ملحي فزيولوجي، أو محلول كلوريد الصوديوم بنسبة 0.9%، لأنه متساوي التوتر، وبالتالي لن يسبب تحولات سائلة خطيرة. أيضًا، إذا كان من المتوقع إعطاء الدم، فسيتم استخدام محلول ملحي طبيعي لأنه السائل الوحيد المتوافق مع الدم.
إن نقل الدم هو البديل الوحيد المعتمد للسائل القادر على حمل الأكسجين؛ بعض بدائل الدم الحاملة للأكسجين قيد التطوير.
محلول اللاكتاتيد رينجر هو محلول متبلر متساوي التوتر وهو مصمم لمطابقة بلازما الدم بشكل وثيق. إذا أعطي عن طريق الوريد، فسيتم توزيع السوائل المتبلرة متساوية التوتر على الفراغات داخل الأوعية الدموية والخلالية.
البلازماليت هو متبلر آخر متساوي التوتر.
تُستخدم منتجات الدم والمنتجات غير الدموية والتوليفات في إعاضة السوائل، بما في ذلك المحاليل الغروانية والمتبلرات. يتزايد استخدام الغرويات لكنها أغلى ثمنًا من المتبلرات. لم تجد مراجعة منهجية أي دليل على أن الإعاضة باستخدام الغرويات، بدلًا من المتبلرات، يقلل من خطر الوفاة في المرضى الذين يعانون من الصدمات أو الحروق، أو بعد الجراحة. 